# Viola (opera)
Viola je název zamýšlené a zčásti zkomponované opery Bedřicha Smetany. Libreto pro skladatele zpracovala Eliška Krásnohorská podle známé komedie Večer tříkrálový od  Williama Shakespeara. Jde tedy o jediné Smetanovo scénické dílo, které čerpalo inspiraci z klasického fondu světové literatury a jehož děj není lokalizován do českého prostředí. Smetanův dramaturgický posun k velkým světovým námětům, byť jen zamýšlený či pouze z malé části realizovaný, je pozoruhodný a naznačuje otevřenost skladatelova myšlení i jeho další možný vývoj v budoucnosti, které se již nedožil. Smetana začal s kompozicí Violy již v roce 1874, práci však odložil a vrátil se k ní až v závěru života, kdy rozepsal svou rovněž nedokončenou orchestrální fresku Pražský karneval. Fragment opery Viola tvoří 365 taktů, tj. přibližně 14 minut hudby.

## Osoby a první obsazení
| osoba     | hlasový obor | scénická premiéra (11. 5. 1924) | inscenace ND 28. 5. 1944 |
| --------- | ------------ | ------------------------------- | ------------------------ |
| Viola     | mezzosoprán  | Marie Veselá                    | Marie Podvalová          |
| Sebastian | mezzosoprán  | Marie Šlechtová                 | Marta Krásová            |
| Antonio   | bas          | Jan Konstantin                  | Zdeněk Otava             |
| Marco     | bas          | Jiří Huml                       | Eduard Haken             |
| Orsino    | tenor        | Miloslav Jeník                  | Jaroslav Gleich          |
| Rybář     | baryton      | Luděk Mandaus                   | Stanislav Muž            |
| Dirigent: | Dirigent:    | Otakar Ostrčil                  | Zdeněk Chalabala         |
| Režie:    | Režie:       | Ferdinand Pujman                | Ferdinand Pujman         |
| Výprava:  | Výprava:     | František Kysela                | Jan Zrzavý               |

## Děj opery
(Skalnatá krajina na ilyrském pobřeží) Zuří bouře a vesničané s hrůzou sledují, jak u břehu troskotá koráb (sbor Strašlivo! Strašlivo!). Rybář Marco svolává muže do člunů, aby vyjeli na pomoc tonoucím.
Na pustý břeh byl vyvržen mladík Sebastian a jeho vychovatel Antonio. Antonio byl kdysi vypovězen z Illýrie pro nepřátelství jeho otce s panujícím knížetem. Sebastian mu nabízí, že u knížete bude Antoniovým jménem prosit za usmíření. Antonio ho nabádá poprosit knížete, aby poslal své biřice prohledat mořský břeh, zda se někde nezachránila Sebastianova sestra-blíženec Viola. Sebastian zoufale vzpomíná, jak ji viděl tonout ve vlnách (arioso O vzdal se, neklam, ty naděje svůdná!). Oba odcházejí.
Rybáři se vracejí. Marcův člun zachránil jediného člověka – omdlelou Violu. Ta přichází k sobě a ihned jí před očima tane obraz, jak její bratr mizí v rozbouřeném moři (arioso O moře ty zrádné!). Marco se Viole nabízí, že se o ni postará, a radí jí, aby v pátrání po bratrovi požádala o pomoc zdejšího vládce, vévodu Orsina. Marco z korábu zachránil skříň se Sebastianovým šatstvem a Viola se rozhodne obléci se do něj a u vévody se vydávat za mládence.
K Marcově chalupě přichází vévoda Orsino, který trpí nešťastnou láskou k hraběnce Olivii (árie V samotách přec nejsem sám). Marco mu otvírá a vítá jej.

## Inscenační historie opery
Inscenace Smetanovy nedokončené opery jsou přirozeně řídké a mají příležitostný ráz, zpravidla k uctění skladatelovy památky při některém výročí. Po první inscenaci z roku 1924 byla znovu uvedena v Národním divadle 28. května 1944 za účasti jeho nejlepších sil. Znovu ji připomněly Státní divadlo Ostrava roku 1956, Státní divadlo Brno roku 1964 a dosud naposledy Státní divadlo Ostrava roku 1984.

## Nahrávky
- 1949 (rozhlasová nahrávka, rekonstruována 2001, vydal Radioservis, a.s., roku 2015 na CD „Česká romantická opera“ (CR0782-2)) Zpívají: (Viola) Ludmila Červinková, (Sebastian) Věra Krilová, (Antonio) Theodor Šrubař, (Marko) Karel Kalaš, (Orsino) Jaroslav Gleich, (rybář) Jan Soumar. Pěvecký sbor a symfonický orchestr pražského rozhlasu řídí Karel Ančerl [1]
- 1978 (rozhlasová nahrávka, dosud nevydána) Sbor opery a orchestr Divadla Zdeňka Nejedlého v Ústí nad Labem řídí Petr Vronský [2]
- 1981-82 (Supraphon. LP (1983) 1116 3581-83, CD vydáno 1994, SU 11 2177-2 612 - spolu s Tajemstvím) Zpívají: (Viola) Marie Veselá, (Sebastian) Drahomíra Drobková, (Antonio) Dalibor Jedlička, (Marko) Jaroslav Horáček, (Orsino) Miroslav Švejda, (rybář) Karel Hanuš. Sbor a orchestr Národního divadla v Praze řídí Zdeněk Košler